# Giovanni Rupp
Dimetrio-Giovanni Rupp (* 28. November 1988 in Bad Homburg vor der Höhe) ist ein deutscher Schauspieler und Sänger.

## Leben
Giovanni Rupp wurde 1988 in Bad Homburg vor der Höhe geboren. Sein Schauspielstudium schloss er 2010 am Schauspielstudio Frese in Hamburg mit dem Diplom ab und absolvierte nebenher noch ein Gesangsstudium.
Während des Studiums wirkte er an verschiedenen Theaterproduktionen in Hamburg mit und arbeitete unter anderem mit Regisseuren wie Nina Pichler und Dominik Günther. Zudem spielte er 2009 im Kinofilm Soul Kitchen von Fatih Akin mit.
Von 2010 bis 2012 war er fest am Jungen Theater Bonn engagiert und gastierte am Deutschen Theater München.
Anschließend war Giovanni Rupp bis 2015 festes Ensemblemitglied am Landestheater Tübingen und spielte dort Rollen wie Tschick im gleichnamigen Stück von Wolfgang Herrndorf und den Siegfried in Nibelungen. In mehreren Produktionen arbeitete er mit dem Regisseur Heiner Kondschak zusammen. Sein Schauspielsolo Ronny von Welt (Autor: Thilo Reffert) war für den Mülheimer KinderStückePreis 2016 nominiert und wurde ins Repertoire des Theaters Baden-Baden übernommen.
Ab 2015/16 war er freischaffender Schauspieler und gastierte am Badischen Staatstheater Karlsruhe in Zwerg Nase & Hamlet sowie an den Schauspielbühnen Stuttgart.
Des Weiteren arbeitet Giovanni Rupp für Fernseh- und Radiosender wie beispielsweise ARTE und SWR.
In den Spielzeiten 2016/17 und 2017/18 war Giovanni Rupp festes Ensemblemitglied am Theater Baden-Baden, wo er u. a. als Derwisch in Nathan der Weise, Damis in Tartuffe, Basile in Der tolle Tag oder Figaros Hochzeit, und Henry in Next to Normal zu sehen war.
Seit der Spielzeit 2018/19 gehört Giovanni Rupp zum festen Ensemble am Theater Trier. 2019 wurde er für die Theatermaske Trier nominiert, einem der wichtigsten Kulturpreise der Region.

## Theater
- seit 08/2018: Theater Trier
- 2016–2018: Theater Baden-Baden
- 2016: Schauspielbühnen Stuttgart
- 2015–2016: Badisches Staatstheater Karlsruhe
- 2012–2015: Landestheater Tübingen
- 2012: Deutsches Theater München
- 2010–2012: Junges Theater Bonn
- 2009: Kleines Hoftheater Hamburg
- 2006–2007: Staatstheater Kassel

## Filmografie
- 2020: Atemlos
- 2018: Die Autorin (SWR)
- 2018: Außer Kraft gesetzt (SWR)
- 2018: Team (SWR)
- 2018: Zweite Zukunft
- 2017: Fugentango (AT)
- 2016: Wo ist die Liebe? (SWR)
- 2016: Der Spiegel (360°)
- 2012: Der Steg
- 2012: Liebe, Verzweiflung, Leidenschaft
- 2011: Schwerte sehen und sterben III
- 2010: Happy Slapping
- 2008: Soul Kitchen
- 2007: Mamas Geld

## Auszeichnungen
- 2019 – Nominierung Theatermaske Trier 2019
- 2019 – Nominierung East Europe International Film Festival in Warsaw für den Spielfilm Zweite Zukunft
- 2019 – Nominierung West Europe International Film Festival in Brüssel für den Spielfilm Zweite Zukunft
- 2018 – Nominierung 46. SWR Visio Wettbewerb für den Kurzfilm Die Autorin
- 2016 – Publikumspreis beste Produktion 2015/16 für Piaf an den Schauspielbühnen Stuttgart
- 2016 – Nominierung Ronny von Welt (UA) Schauspielsolo für den KinderStücke Preis in Mühlheim
- 2014 – Nominierung Mein Jahr in Trallalabad für den KinderStücke Preis in Mühlheim